# ناپدید شده (فیلم ۲۰۲۰)
ناپدید شده (به انگلیسی: The Vanished) یا ساعت سرب (به انگلیسی: Hour of Lead) فیلمی محصول سال ۲۰۲۰ و به کارگردانی پیتر فاسینلی است. در این فیلم بازیگرانی همچون توماس جین، آن هیچ، جیسون پاتریک و پیتر فاسینلی ایفای نقش کرده‌اند.